# Santuário de Nossa Senhora de Torreciudad

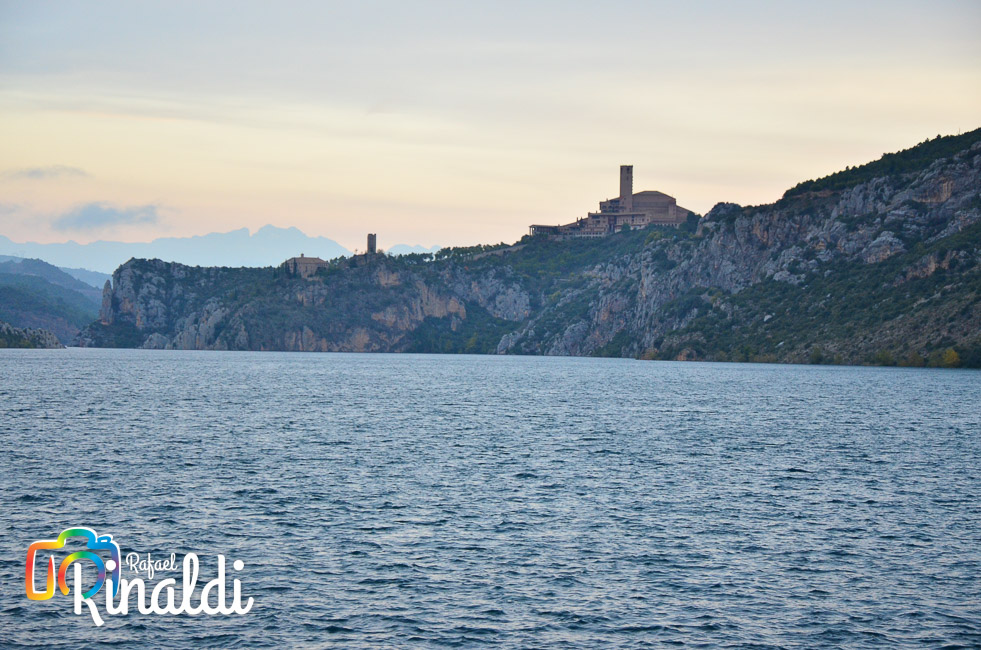
Vista do Santuário e da antiga ermida desde a barragem sobre o rio Cinca. A ermida e a ruína da torre que dá o nome da localidade, a esquerda e o novo santuário a direita,

O Santuário de Torreciudad está dedicado à Virgem Maria (santuário mariano) e situa-se no Alto Aragão, na comarca de Ribagorza. Encontra-se na margem esquerda do rio Cinca próximo do pântano de El Grado. Dista de Huesca cerca de 75 km.
Foi promovido pela Prelazia do Opus Dei.  O nome vem de uma velha torre de vigilância da época da ocupação árabe cujas ruínas encontram-se a uns poucos metros da antiga ermida.
No dia 22 de Agosto celebra-se a Festa da Virgem de Torreciudad.

## Ligação com Málaga
Torreciudad possui uma estreita relação com Málaga pois a Padroeira de Málaga, Nossa Senhora da Victoria, tem um lugar especial no santuário, com uma réplica levada em 1996. Desde então milhares de malagueños têm peregrinado até ali, recorrendo à denominada Rota Mariana.

## Ligação externa
- «Página oficial do Santuário» (em espanhol)
- Santuário de Torreciudad no Facebook